# نیروی سپر جزیره

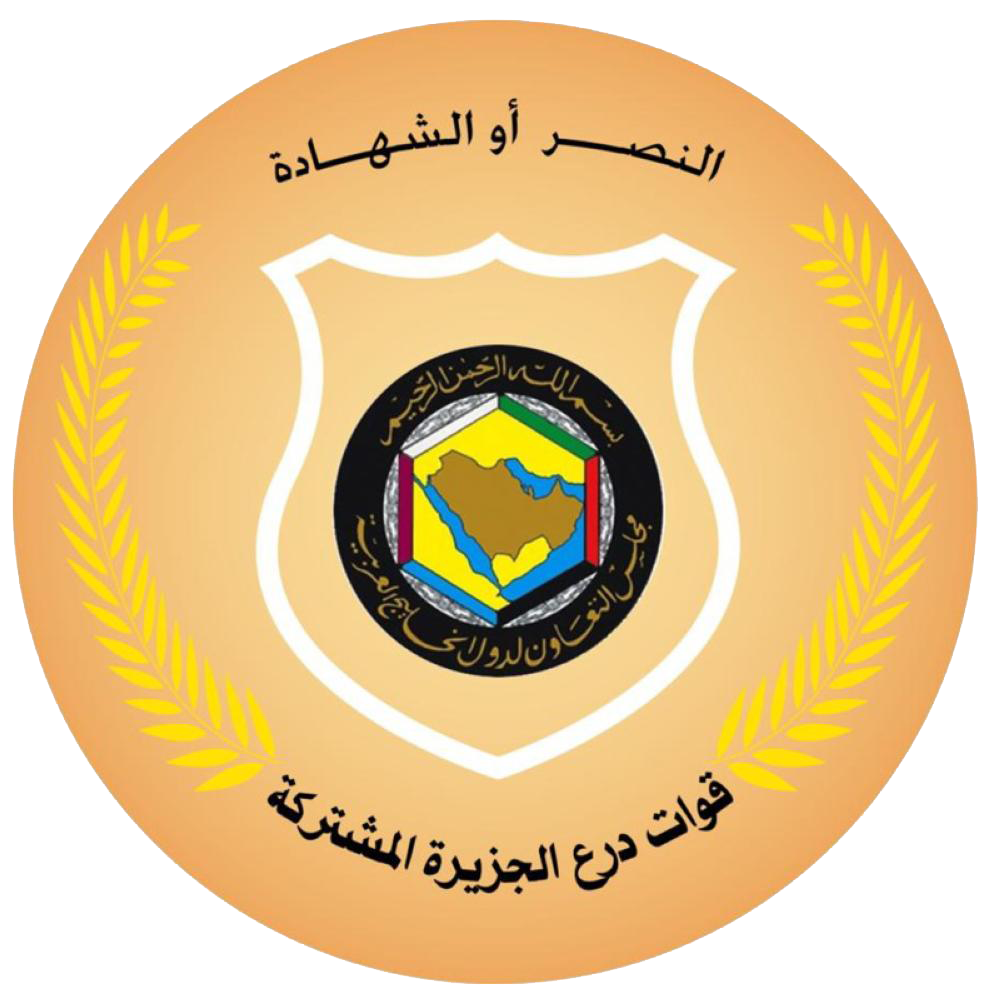
نمایی از نشان‌وارهٔ رسمی نیروی سپر جزیره - ۲۰۱۹

نیروی سپر جزیره (یا سپر جزیره) (عربی: دِرْعُ الجَزيرَة) اتحاد نظامی و بازوی نظامی شورای همکاری خلیج فارس (GCC) است. این نیرو برای جلوگیری و پاسخ به تجاوز نظامی علیه هر یک از کشورهای عضو شورای همکاری خلیج فارس، یعنی کشورهای بحرین، قطر، کویت، امارات متحده عربی، عمان و عربستان سعودی در نظرگرفته شده‌است.

## شکل‌گیری
در سال ۱۹۸۴ میلادی شورای همکاری خلیج فارس (GCC) تصمیم به ایجاد یک نیروی مشترک نظامی با۱۰٬۰۰۰ سرباز که در دو تیپ تقسیم شده‌اند به نام «سپر نیروی جزیره» کرد که در عربستان سعودی و در نزدیکی مرزهای کویت و عراق در مستقر شده‌اند.
در دسامبر ۲۰۰۷ رئیس شورای امنیت ملی کویت شیخ احمد فهد آل احمد آل صباح اعلام کرد که شورای همکاری خلیج فارس قصد دارد یک جایگزین برای نیروی سپر شبه جزیره ایجاد کند. او اظهار داشت که "گزینه‌های شورای همکاری خلیج فارس همواره متحد و یکپارچه‌اند درست مانند زمانی که رهبرانش در گردهمایی دوحه آن را تأسیس‌کردند."

## رهبری و ساختار
از مارس ۲۰۱۱، ژنرال عربستانی «مطلق بن سالم الازیمع» فرماندهی این نیرو را برعهده دارد و حدود۴۰٬۰۰۰ سرباز دارد.

## استفاده از نیروی سپر جزیره

### نقش در قیام بحرین
مارس سال ۲۰۱۱ میلادی با شدت گرفتن اعتراضات مردمی علیه آل خلیفه همزمان با بهار عربی، پادشاه بحرین خواستار ورود نیروهای سپر جزیره به این کشور شد و عربستان سعودی بنا به درخواست پادشاه این کشور نیروهای خود را وارد خاک بحرین کرد.